# Cathy's Curse
Cathy's Curse (estrenada a França com Une si gentille petite fille i al Canadà francòfon com Cauchemares) és una pel·lícula de terror sobrenatural franco-canadenca del 1977 dirigida per Eddy Matalon i protagonitzada per Alan Scarfe, Beverly Murray, i Randi Allen. La pel·lícula segueix una noia que està posseïda per l'esperit de la seva tia difunta. Coproducció entre Canadà i França, es va rodar a Westmount i Montreal, Quebec.
Tot i que la pel·lícula va ser criticada a l'estrena inicial, molts la van ridiculitzar com una derivació excessiva d'altres pel·lícules de l'època, com ara L'exorcista i  Carrie, des de llavors s'ha convertit en un clàssic de culte,alguns la qualifican de "tan dolenta que és bona"".

## Argument
L'any 1947, Robert Gimble fuig amb la seva filla petita, Laura, enfurismada en descobrir que la seva dona se n'ha anat amb el seu fill, George. Robert xoca el seu cotxe contra un banc de neu, i ell i la Laura són cremats vius al cotxe.
Trenta anys més tard, George torna a casa seva amb la seva dona, Vivian, que pateix depressió després d'un avortament involuntari, així com la filla de vuit anys de la parella. Kathy. Mentre explora la casa, la Cathy descobreix una nina antiga juntament amb un retrat de la seva tia Laura a l'àtic. Mentrestant, la Vivian coneix els veïns de la zona, un dels quals és un médium psíquic que té una visió de la mort de la Laura i el seu pare mentre es trobava a casa.
El comportament de la Cathy aviat comença a canviar ràpidament: és cruel amb els altres nens del barri i mostra poders destructius de telequinesi. Mentre estava sola a casa amb la Cathy, Mary, la seva mainadera, mor després de caure des d'una finestra. El comportament violent i abusiu de la Cathy continua alienant els que l'envolten, especialment la seva mare, que s'enfonsa més en un estat depressiu major. Més tard, el psíquic visita la casa i troba la Cathy a l'àtic. La psíquica s'enfronta a una visió inquietant d'ella mateixa, desfigurada i cremada. Més tard, la Cathy intenta suïcidar-se ofegant-se en un riu, però en George la salva.
George descarta els temors de Vivian que la Cathy pugui estar en possessió espiritual o sota la influència de forces sobrenaturals connectades a casa seva, descartant les nocions com a deliris. Una nit, quan George està a la feina, Vivian enllitada es queda sola a casa amb la Cathy, que és vigilada per Paul, un veí gran. Utilitzant els seus poders telequinètics, Cathy assassina en Paul i, posteriorment, Vivian descobreix el seu cadàver desfigurat fora. A dalt, troba la Cathy, coberta de cicatrius cremades, que es revela com la Laura que posseeix el cos de la Cathy. George, incapaç de contactar amb Vivian o Paul per telèfon, torna a la casa, on Cathy i Vivian s'enfronten. Els tres es miren l'un a l'altre i la Cathy plora. Entre ells hi ha la nina, empalada amb un fragment de vidre.

## Repartiment
- Alan Scarfe - George Gimble
- Beverly Murray - Vivian Gimble
- Randi Allen - Cathy Gimble
- Dorothy Davis - Mary
- Mary Morter - Medium
- Roy Witham - Paul
- Bryce Allen - Amiga de Cathy
- Sonny Forbes - Inspector O'Reilly
- Renée Girard - Mademoiselle Burton
- Linda Koot - Laura
- Peter MacNeill - Christopher Gimble
- Lisa Nickelt - Amiga de Cathy
- Hubert Noël - Doctor

## Producció
La pel·lícula va ser el primer llargmetratge en anglès del director francès Eddy Matalon. Es va rodar a Westmount i Montreal, Quebec, Canadà.

## Estrena
La pel·lícula es va estrenar a Mont-real el 29 de juliol de 1977.Més tard es van fer llançaments regionals al Canadà, estrenant-se a Vancouver, Colúmbia Britànica l'11 de novembre de 1977, i es va projectar a Ottawa, Ontario la setmana següent, el 18 de novembre de 1977.

### Recepció crítica
TV Guide va donar una crítica negativa de la pel·lícula, anomenant-la una "pel·lícula de terror canadenca avorrida tipus L'exorcista-inspirada pel·lícula de terror... [ple de] mutilacions sagnants, maquillatge cursi i efectes especials ineptes."
El 2017, la pel·lícula va aparèixer en un episodi temàtic de Halloween de Best of the Worst de Red Letter Media, juntament amb Hack-O-Lantern i  Vampire Assassin. La pel·lícula va rebre una acollida tèbia pels seus moments d'humor no intencionat i elements argumentals poc clars, i els amfitrions van qualificar la pel·lícula de "frustrant".

### Mitjans domèstics
La pel·lícula va ser estrenada l'abril de 2017 per Severin Films a Blu-ray amb una impressió restaurada.